# Église Saint-Martin-et-Sainte-Croix
Pour les articles homonymes, voir église Saint-Martin et église Sainte-Croix.
L'église Saint-Martin-et-Sainte-Croix est une église romane située au lieu-dit Taxo d'Avall, à Argelès-sur-Mer, dans le département français des Pyrénées-Orientales.

## Situation
L'église Saint-Martin-et-Sainte-Croix est située dans le village médiéval de Taxo d'Avall, sur la commune d'Argelès-sur-Mer, dans le département français des Pyrénées-Orientales, qui conserve d'importants monuments médiévaux, dont des remparts, pour la plupart du XIIIe siècle.

## Histoire
L'église peut avoir été bâtie au début du XIe siècle, mais cette datation fait débat, la fin de ce siècle, voire le début du siècle suivant étant d'autres hypothèses possibles basées sur l'appareil du bâtiment. 
L'église se trouvait à l'intérieur de l'enceinte du château vicomtal de Taxo d'Avall berceau du lignage des vicomtes du Roussillon dont le premier représentant connu fut Guillem Adalbert (1013-1052). En 1202, Ramon III de Tatzo ne s'intitule plus vicomte, comme ses prédécesseurs, mais simplement seigneur de Tatzo. La seigneurie passera ensuite aux Despuig par mariage d'une fille du seigneur de Tatzo d'Avall dans la deuxième moitié du XIVe siècle. Au début du XVe siècle une situation identique se reproduit. Guillem d'Oms, seigneur de Calmella, épousant l'unique héritière de Tatzo d'Avall,Jacmina Despuig.
Selon un document extrait des archives diocésaines d'Elne, on y célébrait encore l'office divin lors de la fête Saint Martin en novembre 1631dans le respect d'une tradition immémoriale. 
Après la Révolution française elle est vendue parmi les biens nationaux et sert de bergerie. 
L'ensemble du hameau de Taxo-d'Avall, y compris l'église, est inscrit monument historique en 1986. L'association catalane, fondée par Francis Noëll, parvient à racheter la nef et le transept. Cet ensemble est légué ensuite à l'Association pour la sauvegarde du patrimoine artistique et historique roussillonnais (ASPAHR), qui entame à partir de 2024 une campagne de nettoyage puis de travaux. L'abside demeure la propriété d'un particulier.

## Description
Les auteurs de Catalunya Romanica (T.XIV. Page 106) en font une description détaillée et concluent que cette église extraordinaire constitue un prototype, sans doute le plus ancien, des églises de ce type architectonique qu'on ne saurait dater au-delà du XIe siècle.

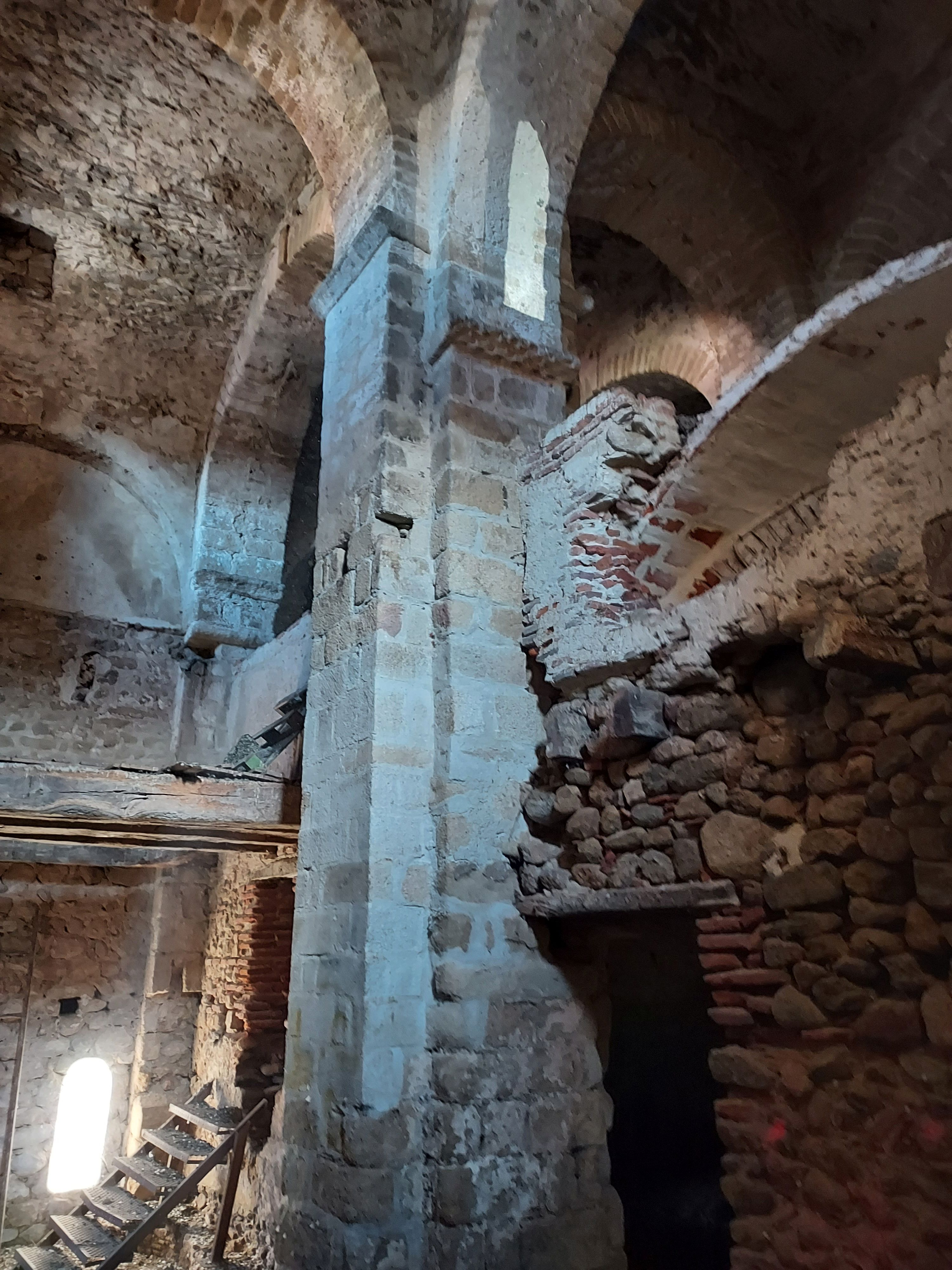
L'intérieur de l'église de Taxo d'Avall.

Selon Géraldine Mallet, Saint-Martin-et-Sainte-Croix est « une des plus originales réalisations romanes en Roussillon ». Elle est constituée d'une nef double partagée en trois travées, suivie d'une travée de chœur et d'une seule abside semi-circulaire. Sa voûte est complexe.
Cette église est modifiée vers le XIVe siècle, une tribune lui est ajoutée, sa défense renforcée. 

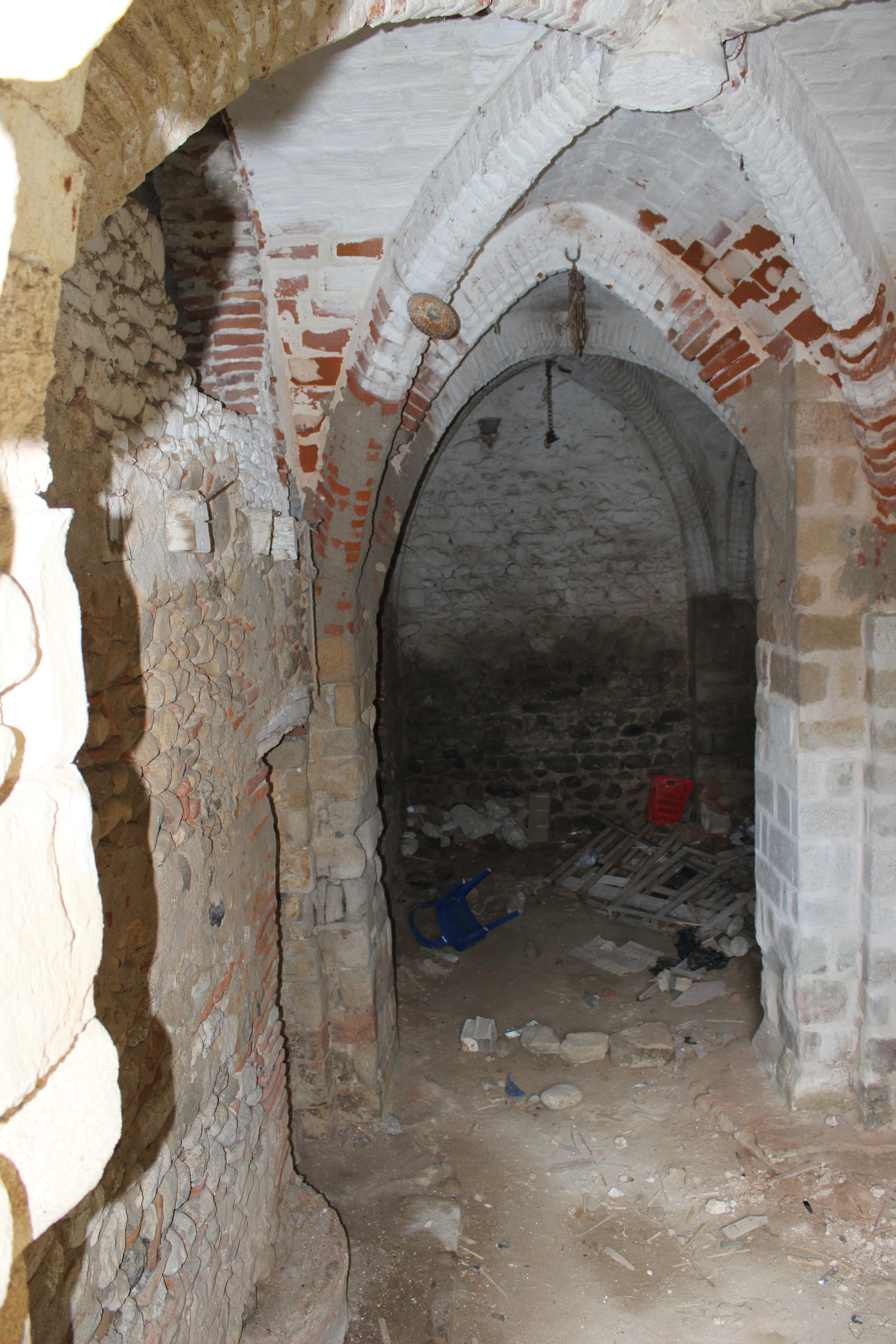
L'intérieur. La voûte est bien visible.
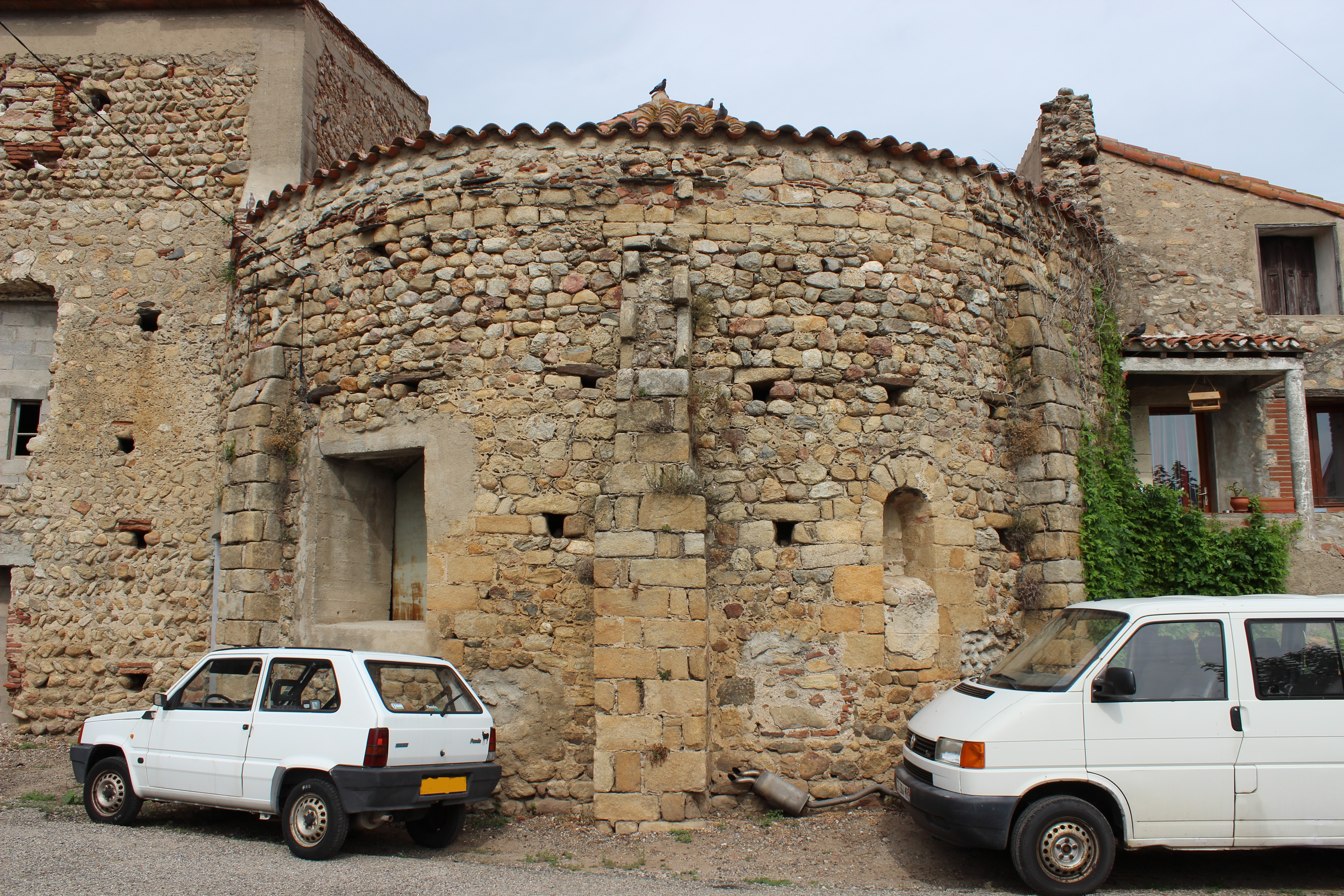
L'abside.